# رأسية (نبات)
رأسية (الاسم العلمي: Cephalanthus)، هو جنس من النباتات المُزهرة تتبع فصيلة الفوية. هناك حوالي ستة أنواع تُعرف باسم حرش الأزرار. من أنواعه: رأسية الحدائق.